# Гуртов Олексій Анатолійович
Олексі́й Анато́лійович Гуртов (нар. 9 жовтня 1977 — 9 лютого 2015) — підполковник (посмертно) Збройних сил України.

## Життєвий шлях
Батько Олексія, Анатолій Гуртов, був військовим вертолітником та загинув в Афганістані у 1988 році. Закінчив Балаклійську ЗОШ, в подальшому — Харківський національний університет повітряних сил імені Івана Кожедуба. Проживав в м. Мукачево. Майор, командир зенітно-ракетної батареї ракетно-артилерійського дивізіону 128-ї окремої гірсько-піхотної бригади. З березня 2014 року перебував в зоні бойових дій.
9 лютого 2015 року, військовослужбовці їхали автомобілями ЗІЛ та УАЗ з м. Артемівська (нині — м. Бахмут) до м. Дебальцеве та поблизу с. Логвинове, у верхній частині «дебальцівського виступу», потрапили під ворожий обстріл. Дещо пізніше автівки було знайдено, а про військовиків відомостей не було. Тоді, у ЗІЛі загинули майор Олексій Гуртов, старший лейтенант Василь Білак, сержант Роман Чорнобай, солдат Роман Совлич, в УАЗі — полковники Ігор Павлов та Сергій Циганок, підполковник Артур Музика, майор Святослав Василенко, молодший сержант Антон Макаренко.
Без Олексія лишилися мама, дружина Ліліана та двоє неповнолітніх синів — 2007 й 2008 р.н.

## Нагороди та вшанування
- Указом Президента України № 270/2015 від 15 травня 2015 року — орденом Богдана Хмельницького III ступеня (посмертно)[1]
- Почесний громадянин Мукачева (рішення сесії Мукачівської міської ради від 28 травня 2015, посмертно)
- У Балаклійській школі відкрито меморіальну дошку випускнику Олексію Гуртову